# Banu Qurayza

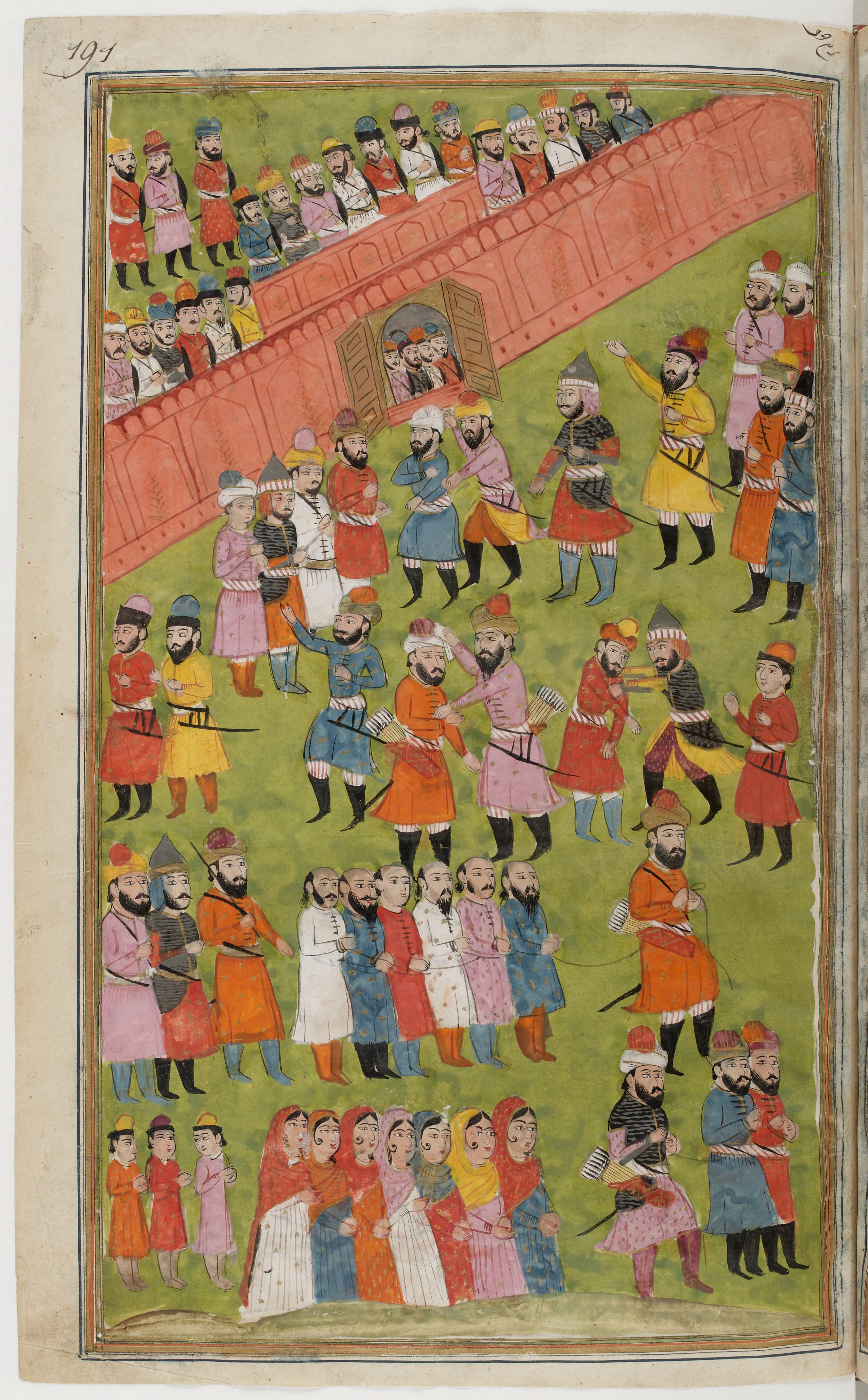
Detalle de la miniatura Asedio del fuerte de la tribu judía Beni Qurayzah, ilustración de un texto del de Muhammad Rafi Bazil.

Banu Qudaidah o Banu Qurayza (en árabe: بنو قريظة) fue una tribu judía que habitó el norte de Yatrib, al oeste de la península arábiga hasta el siglo VII, cuando fueron masacrados tras la rendición que puso fin al asedio con el cual los musulmanes sometieron a la ciudad de Medina, ya que los Banu Qurayza habían roto el pacto firmado con los musulmanes y se habían unido a las distintas tribus enemigas del Islam.

## Origen
Tras las guerras judeo-romanas, algunos judíos emigraron hacia la zona del Hiyaz, al oeste de la península arábiga, donde se establecieron y se mezclaron con la población autóctona, adoptando con ello su lengua y sus costumbres.
Los judíos se especializaron en la agricultura, lo que les dio el poder económico sobre el resto de los árabes. En Yatrib la hegemonía judía era evidente hasta la llegada de las tribus árabes de Aws y Khazraj provenientes de Yemen. Con el tiempo, las relaciones entre las dos tribus árabes se fueron deteriorando gradualmente hasta llegar a la guerra, y con ello llegaron las alianzas con las fuerzas que habitaban Yatrib. Las tribus judías de Banu Nadir y Banu Quraidah se aliaron con la de los Aws, mientras que los Banu Qaynuqa se aliaron con los Khazraj. La importancia de los Banu Quraidah era crucial, pues también monopolizaban la producción de armas.
En el año 622 llegó a Yatrib el profeta Mahoma invitado por un grupo de hombres y mujeres tanto de los Aws como de los Khazraj, que querían que Mahoma interviniese para reconciliar a ambas tribus, pues conocían su faceta de mediador en La Meca. Al llegar a la ciudad ofreció un pacto entre los habitantes de Yatrib, tanto musulmanes como no musulmanes, y fue ratificado por los distintos líderes tribales, incluyendo a Ka’b ibn As’ad, líder de los Banu Qurayza.
En el año 627 d. C. (5º año de la Hégira), la comunidad musulmana en Medina, bajo el liderazgo del profeta Muhammad, se encontraba rodeada de amenazas. Habían tenido varios conflictos con la tribu de Quraysh de La Meca, que se oponía ferozmente al islam. Después de la derrota de los musulmanes en la batalla de Uhud (625 d. C.), las tribus árabes y judías vecinas comenzaron a ver a los musulmanes como vulnerables.
Los principales actores involucrados eran:
-Los musulmanes de Medina, liderados por el profeta Muhammad.
-Los Quraysh de La Meca, enemigos declarados de Muhammad, que querían destruir la naciente comunidad islámica.
-Las tribus aliadas de Quraysh, incluidos los Banu Ghatafan y otras tribus beduinas del desierto.
-Las tres tribus judías de Medina: Banu Qaynuqa, Banu Nadir y Banu Qurayza. Las dos primeras ya habían sido expulsadas por conspiraciones previas contra los musulmanes.
2. La Batalla del Ahzab (o de la Trinchera)
La batalla recibe su nombre porque, al enterarse del avance de una coalición de más de 10,000 soldados (una enorme fuerza para la época), Muhammad, siguiendo el consejo de Salman al-Farsi (un persa convertido al islam), ordenó cavar una trinchera alrededor de las zonas vulnerables de Medina, algo desconocido en Arabia.
El enemigo: la coalición (ahzab) estaba compuesta principalmente por los Quraysh, los Banu Ghatafan y otras tribus paganas.
El asedio: el ejército aliado sitió Medina durante casi un mes, pero la trinchera y las inclemencias climáticas, sumadas a la desunión interna, impidieron que atacaran de frente.

## La matanza
Después de la retirada de las fuerzas de la coalición de Medina, los peores temores de los Banu Qurayza se hicieron realidad. Mahoma tenía la oportunidad esperada para masacrarles sin injerencias externas. Según el Sahih Bukhari, fue el ángel Gabriel el que ordenó a Mahoma atacarlos. Al descubrir que planeaban unirse a sus enemigos, en venganza Mahoma ordenó el asedio de su fortaleza. Después de 25 días los Banu Qurayza se vieron obligados a rendirse. Mahoma ordenó entonces que se cavaran fosas en la plaza principal de Medina. Todos los hombres de la tribu estaban maniatados y fueron llevados por lotes frente a Mahoma, el cual ordenó que fueran decapitados uno por uno y sus cuerpos arrojados a las fosas. Aproximadamente entre 800 y 900 miembros varones de la tribu fueron decapitados de esta manera. También estaba entre ellos el jefe de los Banu Nadir: Huyayy ibn Ajtab. Él se mantuvo desafiante hasta el final: antes de ser decapitado, cuando fue llevado en frente de Mahoma con las manos atadas al cuello, le dijo a Mahoma que no se arrepentía de no profesar su fe. También una de las mujeres de los Banu Qurayza fue asesinada, el resto fueron llevadas como prisioneras.
Mahoma recogió una quinta parte del botín, que luego se redistribuyó entre los musulmanes necesitados. Como parte de su parte del botín, Mahoma seleccionó a una de las mujeres, Rayhana, para sí mismo y la tomó como parte de su botín.